# Шильпухово
Шильпухово — деревня в Пречистенском сельском округе Пречистенского сельского поселения Первомайского района Ярославской области России.

## География
Деревня расположена на берегу реки Уча в 6 км на юго-восток от райцентра посёлка Пречистое.

## История
В конце XIX — начале XX века деревня входила в состав Васильевской волости (позднее — в составе Пречистенской волости) Любимского уезда Ярославской губернии.
С 1929 года деревня являлась центром Шильпуховского сельсовета Любимского района, в 1935—1963 годах в составе Пречистенского района, с 1954 года — в составе Пречистенского сельсовета, с 1965 года — в составе Первомайского района, с 2005 года — в составе Пречистенского сельского поселения.

## Население
| 1859 | 2002 | 2007 | 2010 |
| ---- | ---- | ---- | ---- |
| 114  | ↗255 | ↗299 | ↘279 |

## Инфраструктура
В деревне имеются Шильпуховская основная школа (новое здание открыто в 1981 году), сельский клуб, отделение почтовой связи и «Первомайский детский дом».